# Miryam Schellbach

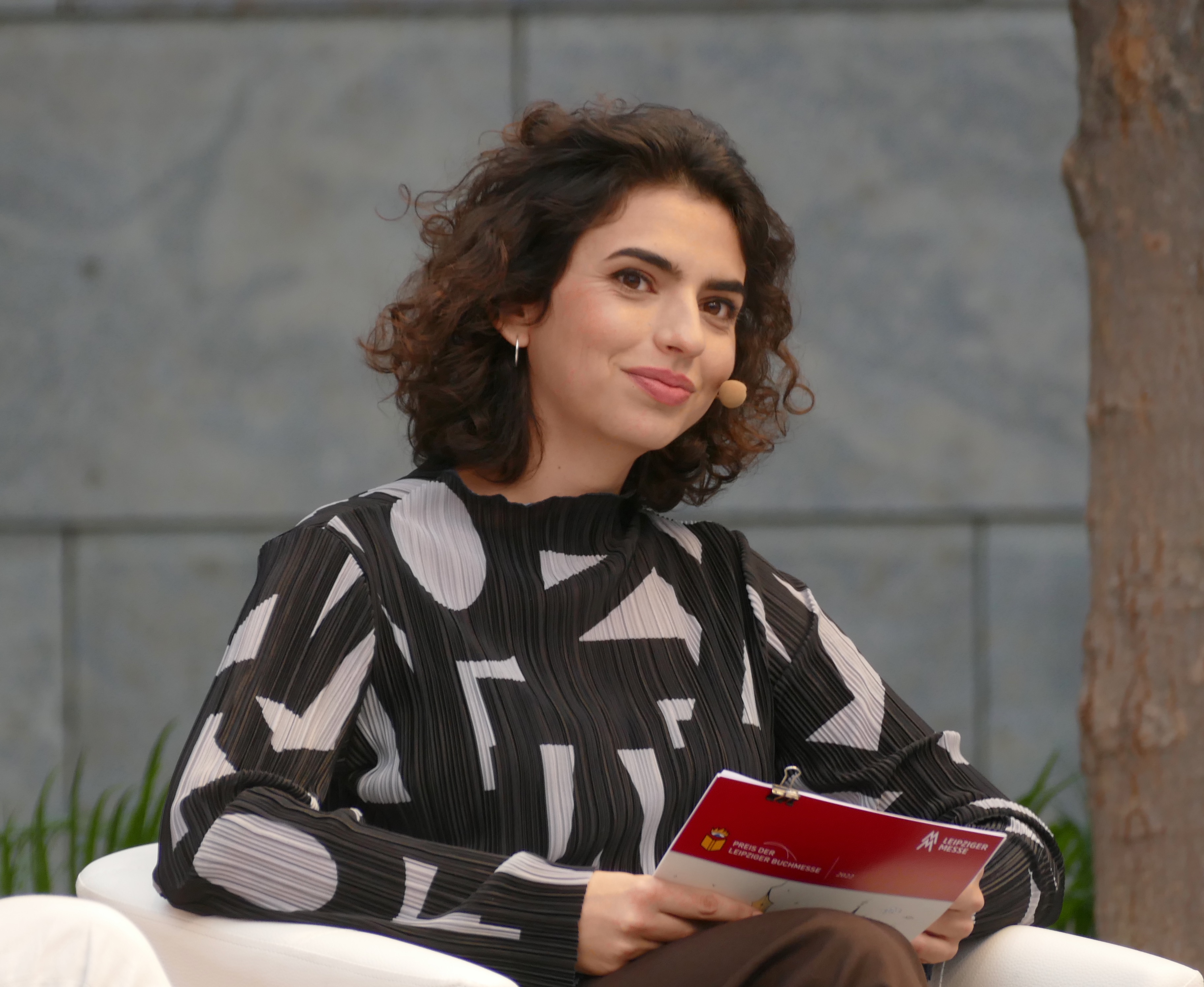

Miryam Schellbach (* 1988 in Hannover) ist eine Literaturkritikerin, Lektorin, Jurorin und Moderatorin. Seit 2022 leitet sie das Programm des Claassen-Verlags.

## Ausbildung und Wirken
Schellbach wuchs in Hannover und in einem Dorf in der Nähe von Halberstadt in Sachsen-Anhalt auf. Sie studierte in Leipzig zuerst Arabistik und Soziologie und machte einen Bachelor of Arts in Germanistik und Französistik für das Grundschullehramt. Während eines Praktikums bei der Literaturzeitschrift Edit interviewte sie Fatma Aydemir und übernahm in der Folge Moderationen. Weiter studierte sie Romanistik und Germanistik, u. a. in Lyon. Sie gab die Literaturzeitschrift Edit heraus und veröffentlichte Literaturkritiken in taz, FAZ und Frankfurter Allgemeine Sonntagszeitung. Ab 2021 arbeitete sie für das Feuilleton der Süddeutschen Zeitung und war Jurorin des Preises der Leipziger Buchmesse.
2023 gründete Schellbach gemeinsam mit Fatma Aydemir, Enrico Ippolito und Hengameh Yaghoobifarah Delfi. Magazin für neue Literatur, welches zwei Mal im Jahr beim Ullstein Verlag erscheint.

## Trivia
Bereits 1999, im Alter von 11 Jahren, interviewte sie Gerd Harms, den damaligen Kultusminister von Sachsen-Anhalt, im Rahmen eines Schulschreibwettbewerbes.

## Werke
- (mit Lena Gorelik und Mirjam Zadoff): Trotzdem sprechen. Ein intellektueller Paukenschlag! Eine Intervention in Zeiten zunehmender Entzweiung. Ullstein Verlag, Berlin 2024. ISBN 9783550203046